# Thermocyclops vizarae
Thermocyclops vizarae – gatunek widłonoga z rodziny Cyclopidae. Opisał go w 1957 roku brytyjski biolog Geoffrey Fryer, nadając mu nazwę Mesocyclops vizarae.